# 金效旻
金效旻（韓語：김효민，1995年12月8日—），韓国女子羽毛球運動員。她先后與韓所延和李民知搭檔赢得2011年世青賽和2012年世青賽女雙季軍。她同時多次担任國家队主力成員，连续征战2届優霸盃 （2014年和2016年）及亚运会 （2014年）。此外，她也是世界大學生運動會 （2015年）的冠軍成员。

## 簡歷
2011年，金效旻參加在桃園縣舉行的世界青年羽毛球錦標賽，奪得混合團體亞軍及女雙項目季軍（搭檔：韓所延）；1年後，她又在千葉縣舉行的世界青年羽毛球錦標賽，奪得混合團體季軍及女雙項目季軍（搭檔：李民知）。
2012年11月，金效旻與李民知出戰冰島羽毛球國際賽，在女雙準决赛中以0比2 （12-21、16-21）不敌队友高我羅/柳海媛。同年11月，她出戰蘇格蘭羽毛球國際賽，在女單决赛中以0比2（6-21、8-21）不敌赛会5号种子、日本的高橋沙也加。年尾12月，她出戰印度羽毛球國際挑戰賽，在女單準决赛中以0比2 （10-21、18-21）不敌印尼的菲比·安古尼。
2013年11月，金效旻出戰韓國羽毛球黃金大獎賽，在準决赛中以0比2 （13-21、14-21）不敌赛会头号种子、队内一姐成池鉉。
2014年11月，金效旻出戰澳門羽毛球黃金大獎賽，在决赛中以0比2（12-21、17-21）不敌赛会2号种子、印度的P·V·辛杜。
2015年1月，金效旻出戰泰國羽毛球國際挑戰賽，在决赛中以0比2 （16-21、16-21）不敌东道主的素尼达·革通。同年10月，她出戰中華台北羽毛球大獎賽，在决赛中以0比2 （16-21、16-21）不敌队友李張美。
2015年7月，金效旻代表韓國（韓國體育大學校）出戰在韓國光州市舉行的世界大學生運動會羽毛球比賽，贏得混合團體金牌。
2016年9月，金效旻出戰韓國羽毛球超級賽，首圈对手弃赛；次圈轮空。八强中，以2比0 （21-19、21-8）横扫队友小将金佳恩。四强中，与赛会5号种子、韓國一姐成池鉉会师，以0比2 （5-21、10-21）落败，创下首次打入超级系列赛四强佳绩。
2017年8月，金效旻參加在蘇格蘭格拉斯哥舉行的世界羽毛球錦標賽，出戰女子單打項目。她在首圈以2-0輕取埃及選手哈迪亚·胡斯尼晉級，但在第二圈就以0比2（16-21、14-21）不敵4號種子、印度的P·V·辛杜出局。

## 主要比賽成績
只列出曾進入準決賽的國際賽事成績：
| 年份   | 賽事                     | 公開賽級別 | 項目     | 拍檔   | 成績   |
| ------ | ------------------------ | ---------- | -------- | ------ | ------ |
| 2011年 | 世界青年羽毛球錦標賽     | 其他       | 女子雙打 | 韓所延 | 季軍   |
| 2011年 | 世界青年羽毛球錦標賽     | 其他       | 混合團體 | －     | 亞軍   |
| 2012年 | 世界青年羽毛球錦標賽     | 其他       | 女子雙打 | 李民知 | 季軍   |
| 2012年 | 世界青年羽毛球錦標賽     | 其他       | 混合團體 | －     | 季軍   |
| 2012年 | 冰島羽毛球國際賽         | 國際系列賽 | 女子雙打 | 李民知 | 準決賽 |
| 2012年 | 蘇格蘭羽毛球國際賽       | 國際挑戰賽 | 女子單打 | －     | 亞軍   |
| 2012年 | 印度羽毛球國際挑戰賽     | 國際挑戰賽 | 女子單打 | －     | 準決賽 |
| 2013年 | 亞洲青年羽毛球錦標賽     | 其他       | 混合團體 | －     | 亞軍   |
| 2013年 | 世界青年羽毛球錦標賽     | 其他       | 混合團體 | －     | 冠軍   |
| 2013年 | 韓國羽毛球黃金大獎賽     | 黃金大獎賽 | 女子單打 | －     | 準決賽 |
| 2014年 | 優霸盃                   | 其他       | 女子團體 | －     | 季軍   |
| 2014年 | 亞洲運動會羽毛球比賽     | 其他       | 女子團體 | －     | 銀牌   |
| 2014年 | 澳門羽毛球黃金大獎賽     | 黃金大獎賽 | 女子單打 | －     | 亞軍   |
| 2015年 | 泰國羽毛球國際挑戰賽     | 國際挑戰賽 | 女子單打 | －     | 亞軍   |
| 2015年 | 世界大學運動會羽毛球比賽 | 其他       | 混合團體 | －     | 金牌   |
| 2015年 | 中華台北羽毛球大獎賽     | 大獎賽     | 女子單打 | －     | 亞軍   |
| 2015年 | 印尼羽毛球大師賽         | 黃金大獎賽 | 女子單打 | －     | 準決賽 |
| 2016年 | 亞洲羽毛球團體錦標賽     | 其他       | 女子團體 | －     | 季軍   |
| 2016年 | 優霸盃                   | 其他       | 女子團體 | －     | 亞軍   |
| 2016年 | 韓國羽毛球超級賽         | 超級賽     | 女子單打 | －     | 準決賽 |
| 2018年 | 韓國羽毛球大師賽         | 超級300賽  | 女子單打 | －     | 準決賽 |
| 2019年 | 中國陵水羽毛球大師賽     | 超級100賽  | 女子單打 | －     | 準決賽 |
| 2019年 | 加拿大羽毛球公開賽       | 超級100賽  | 女子單打 | －     | 準決賽 |

| 2007-2017年 | 首要超級賽 | 超級賽 | 黃金大獎賽 | 大獎賽 | 國際挑戰賽 | 國際系列賽 | 未來系列賽 | 其他 |

| 2018-2026年 | 總決賽 | 超級1000賽 | 超級750賽 | 超級500賽 | 超級300賽 | 超級100賽 | 國際挑戰賽 | 國際系列賽 | 未來系列賽 | 其他 |

### 奧運會和世錦賽參賽紀錄
|          | 2017 |      | 2019 |
| 女子單打 | 32強 | 32強 |      |